# アミラル・ペトレ・バルブニェヌ級コルベット
アミラル・ペトレ・バルブニェヌ級コルベット（ルーマニア語: Amiral Petre Bărbuneanu clasa corveta）は、ルーマニア海軍が運用するコルベットの艦級。正式名は1048号計画型コルベット（Corveta Proiect 1048）、NATOコードネームはテタル-I型コルベット（Tetal-I class corvette）。
設計はルーマニア国内で行われたが、経済上の問題によって計画は遅延した。ネームシップは1980年に起工された。
主センサーとしては、Sバンドの対空・対水上捜索レーダーであるMR-302「ルブカ」（NATO名「ストラット・カーブ」）をマスト頂部に搭載している。主砲としては、AK-726 59口径76mm連装砲を艦首・艦尾甲板に1基ずつ搭載した。火器管制レーダーとして、Xバンドの「ヤコール」（NATO名「ホーク・スクリーチ」）を上部構造物上に設置している。また近接防空用としては、上部構造物後端の両舷にAK-230 65口径30mm連装機銃を搭載し、その直前に火器管制レーダーとしてMR-104「ルィーシ」（NATO名「ドラム・テイルト」）を設置している。

## 同型艦
| 番号 | 艦名                                                             | 建造             | 進水           | 就役           | 退役   |
| ---- | ---------------------------------------------------------------- | ---------------- | -------------- | -------------- | ------ |
| 260  | アミラル・ペトレ・バルブニェヌ Amiral Petre Bărbuneanu           | マンガリア造船所 | 1981年 5月23日 | 1983年 2月4日  |        |
| 261  | ヴィチェアミラル・ヴァシレ・スコドリャ Viceamiral Vasile Scodrea | マンガリア造船所 | 1982年 6月5日  | 1984年 1月3日  | 2004年 |
| 262  | ヴィチェアミラル・ヴァシレ・ウルシャヌ Viceamiral Vasile Urseanu | マンガリア造船所 | 1983年 9月9日  | 1985年 1月3日  | 2004年 |
| 263  | ヴィチェアミラル・イェウゲン・ロシュツァ Viceamiral Eugen Roşca  | マンガリア造船所 | 1985年 7月11日 | 1987年 4月23日 |        |